# Xian de Taojiang
Le xian de Taojiang (桃江县 ; pinyin : Táojiāng Xiàn) est un district administratif de la province du Hunan en Chine. Il est placé sous la juridiction de la ville-préfecture de Yiyang.

## Démographie
La population du district était de 819 381 habitants en 1999.